# The Brian Benben Show
The Brian Benben Show est une série télévisée américaine en neuf épisodes de 23 minutes, créée par Robert Borden et dont seulement quatre épisodes ont été diffusés entre le 21 septembre et le 12 octobre 1998 sur le réseau CBS.
En France, la série a été diffusée à partir du 23 mai 1999 sur Jimmy.

## Synopsis
Son audience étant en baisse, Brian Benben, présentateur vedette d'une émission de télévision à Los Angeles, est remercié et remplacé par Chad Rockwell et Tabitha Berkeley, un couple plus « glamour ». Il accepte à contre-cœur un emploi de journaliste et met tout en œuvre pour évincer le couple afin de retrouver son poste...

## Distribution
- Brian Benben : Brian Benben
- Susan Blommaert : Beverly Shippel
- Charles Esten : Chad Rockwell
- Lisa Thornhill : Tabitha Berkeley
- Wendell Pierce : Kevin La Rue
- Luis Antonio Ramos (en) : Billy Hernandez

## Épisodes
1. La Relève (Pilot)
2. Maison en solde (House of Blues)
3. Brian ne fait pas le poids [1/2] (Brian's Got Back [1/2])
4. Brian ne fait pas le poids [2/2] (Brian's Got Back [2/2])
5. Brian et les souris (Of Mice and Benben)
6. Le Creux de la vague (Motivating Kevin)
7. Chad sort avec Julie (Chad Dates Julie)
8. Encore une p'tite goutte (Have One for the Show)
9. Señor Meteo (Billy Don't Be a Hero)